# ロジャーズ郡 (オクラホマ州)
ロジャーズ郡（Rogers County）は、アメリカ合衆国オクラホマ州の郡である。人口は9万5240人（2020年）。郡庁所在地はクレアモア（Claremore）である。

## 名称
インディアン準州（現在のオクラホマ州）出身で、上院議員かつ判事であり、南軍の古参兵となり、オクラホマ憲法制定会議では代議員を務めたクレメント・ヴァン・ロジャース（1839年-1911年）の栄誉を称えて命名された。カウボーイ、コメディアン、ユーモア作家、社会評論家、ボードビル芸人および俳優で、「オクラホマ州自慢の息子」と呼ばれたウィル・ロジャースの父で、その息子であり第二次世界大戦に参戦した古参兵でアメリカ合衆国下院議員のウィル・ロジャース・ジュニアの祖父である。

## 地理

オクラホマ州内の位置

アメリカ合衆国統計局によると、この郡は総面積1,843 km2 (711 mi2) である。このうち1,748 km2 (675 mi2) が陸地で95 km2 (36 mi2) が水地域である。総面積の5.13%が水地域となっている。州第2の都市タルサに近い。

### 隣接する郡
- ノワタ郡  (北)
- クレイグ郡  (北東)
- メイズ郡  (東)
- ワゴナー郡  (南)
- タルサ郡  (南西)
- ワシントン郡  (北西)

## 人口動勢
2000年国勢調査で、この郡は人口70,641人、25,724世帯、及び20,090家族が暮らしている。人口密度は40/km2 (105/mi2) である。16/km2 (41/mi2) の平均的な密度に27,476軒の住宅が建っている。この郡の人種的な構成は白人79.88%、アフリカン・アメリカン0.72%、先住民12.08%、アジア0.32%、太平洋諸島系0.03%、その他の人種0.56%、及び混血6.40%である。ここの人口の1.83%はヒスパニックまたはラテン系である。
この郡内の住民は28.70%が18歳未満の未成年、18歳以上24歳以下が7.40%、25歳以上44歳以下が28.60%、45歳以上64歳以下が24.00%、及び65歳以上が11.30%にわたっている。中央値年齢は36歳である。女性100人ごとに対して男性は96.80人である。18歳以上の女性100人ごとに対して男性は94.40人である。
この郡内の世帯ごとの平均的な収入は44,471米ドルであり、家族ごとの平均的な収入は50,707米ドルである。男性は37,753米ドルに対して女性は24,717米ドルの平均的な収入がある。この郡の一人当たりの収入 (per capita income) は19,073米ドルである。人口の8.60%及び家族の6.60%は貧困線以下である。全人口のうち18歳未満の10.50%及び65歳以上の10.80%は貧困線以下の生活を送っている。

## 都市及び町
| - クレアモア（郡庁所在地） - コリンズビル - ジェームズタウン - ブッシーヘッド - ジャスティス - バレーパーク - Catoosa - Chelsea - Fair Oaks | - Foyil - Gregory - Inola - Limestone - Oologah - Owasso - Sequoyah - Taiwah - Talala |

## NRHP 遺跡
ロジャーズ郡内の以下の遺跡はw:National Register of Historic Placesの名簿に記載されている：
- I.W.W. Beck Building、Oologah
- The Belvidere、Claremore
- Chelsea Motel、Chelsea
- Claremore Auto Dealership、Claremore
- Eastern University Preparatory Schoo、Claremore
- w:Ed Galloway's Totem Pole Park、Foyil
- Hanes Home、Sageeyah
- Hogue House、Chelsea
- Mendenhall's Bath House、Claremore
- Maurice Meyer Barracks、Claremore
- Oologah Bank、Oologah
- Oologah Pump、Oologah
- Will Rogers Birthplace、Oologah
- ウィル・ロジャーズホテル、Claremore
- Verdigris Club Lodge、Catoosa